# 7393 Luginbuhl
A 7393 Luginbuhl (ideiglenes jelöléssel 1984 SL3) a Naprendszer kisbolygóövében található aszteroida. Brian A. Skiff fedezte fel 1984. szeptember 28-án.